# Park Ji-young (attrice)
Park Ji-young (박지영?, Bak Ji-yeongLR, Pak ChiyŏngMR; Jeonju, 8 dicembre 1968) è un'attrice sudcoreana.

## Filmografia

### Cinema
- U-ahan segye (우아한 세계?), regia di Han Chae-rim (2007)
- Bada jjog-euro, han ppyeom deo (바다 쪽으로, 한 뼘 더?), regia di Choi Ji-young (2009)
- The Housemaid (하녀?, HanyeoLR), regia di Im Sang-soo (2010)
- Hugung - Je-wang-ui cheop (후궁: 제왕의 첩?), regia di Kim Dae-seung (2012)
- Seongnan byeonhosa (성난 변호사?), regia di Heo Jong-ho (2015)
- Beomjoe-ui yeo-wang (범죄의 여왕?), regia di Lee Yo-seob (2016)
- Sogongnyeo (소공녀?), regia di Jeon Go-woon (2018)
- The Roundup, regia di Lee Sang-yong (2022)

### Televisione
- Du gwon-ui ilgi (두 권의 일기?) – serie TV (1990)
- Baeban-ui jangmi (배반의 장미?) – serie TV (1990)
- Eodun haneur eodun sae (어둔 하늘 어둔 새?) – serie TV (1990)
- Chunsa na-ungyu (춘사 나운규》?) – serie TV (1991)
- Yusimcho (유심초?) – serie TV (1991)
- Mur wireul geonneun yeoja (물 위를 걷는 여자?) – serie TV (1992)
- Geumjanhwa (금잔화?) – serie TV (1992)
- Dalg-i ur-eo-ya saebyeog-i (닭이 울어야 새벽이?) – serie TV (1993)
- Obaksane saramdeul (오박사네 사람들?) – serie TV (1993)
- Urideul ttegeo-un norae (우리들 뜨거운 노래?) – serie TV (1993)
- Sarang-eun saengbangsong (사랑은 생방송?) – serie TV (1993)
- Dangsin-i geuri-wojilttae (당신이 그리워질때?) – serie TV (1993)
- Jangnoksu (장녹수?) – serie TV (1995)
- Mos ij-eo (못 잊어?) – serie TV (1997)
- Namja set yeoja set (남자 셋 여자 셋?) – serie TV (1997)
- Yongmang-ui bada (욕망의 바다?) – serie TV (1997)
- Mojeong-ui gang (모정의 강?) – serie TV (1997)
- Saldabomyeon (살다보면?) – serie TV (1998)
- Jeokgwa-ui donggeo (적과의 동거?) – serie TV (1998)
- Kkokji (꼭지?) – serie TV (2000)
- Gasigogi (가시고기?) – serie TV (2000)
- Dong-yanggeugjang (동양극장?) – serie TV (2001)
- Dongseoneun joketne (동서는 좋겠네?) – serie TV (2001)
- Nan wae apparang seong-i dalla? (난 왜 아빠랑 성이 달라??) – serie TV (2002)
- Yeogo dongchangsaeng (여고 동창생?) – serie TV (2002)
- Wanjeonhan sarang (완전한 사랑?) – serie TV (2003)
- Sopungganeun yeoja (소풍가는 여자?) – serie TV (2004)
- Toji (토지?) – serie TV (2004)
- Jungdok (중독?) – film TV (2006)
- Nuguseyo? (누구세요??) – serie TV (2008)
- Ajikdo gyeolhonhago sip-eun yeoja (아직도 결혼하고 싶은 여자?) – serie TV (2010)
- Romance Town (로맨스 타운?, Romaenseu ta-unLR) – serie TV (2011)
- Cheonmyeong - Joseonpan domangja i-yagi (천명: 조선판 도망자 이야기?) – serie TV (2013)
- Cheon-gug-i nunmul (천국의 눈물?) – serie TV (2014)
- Jiltu-ui hwasin (질투의 화신?) – serie TV (2016)
- Dar-ui yeon-in - Bobogyeongsim ryeo (달의 연인 - 보보경심 려?) – serie TV (2016)
- Geunyeoneun geojinmar-eul neomu saranghae (그녀는 거짓말을 너무 사랑해?) – serie TV (2017)
- Jojak (조작?) – serie TV (2017)
- Save Me (구해줘?, GuhaejwoLR) – serie TV (2017)
- Gireumjin mello (기름진 멜로?) – serie TV (2018)
- Otsomae bulg-eun kkeutdong (옷소매 붉은 끝동?) – serie TV (2021-2022)
- Piccole donne (작은 아씨들?, Jag-eun assideulLR) – serie TV (2022)
- Love Next Door 엄마친구아들?, Eommachin-gu-adeulLR) – serie TV (2024)